# 坂東彌十郎
坂東 彌十郎（ばんどう やじゅうろう、1956年〈昭和31年〉5月10日 - ）は、日本の歌舞伎役者。屋号は大和屋。定紋は三ツ大、替紋は花勝見。本名は本間 寿男（ほんま ひさお）。業務提携：松竹エンタテインメント、俳優として映像作品にも出演している。
兄は関西歌舞伎の脇役で活躍した二代目坂東吉彌。長男は坂東新悟。

## 来歴
坂東好太郎の三男として東京に生まれる。千代田区立麹町小学校を卒業後、暁星中学校に入学。幼少の頃より背が高くサンマというニックネームもあった。また学芸会など演劇に熱心であった。
映画俳優に転じたあと1962年（昭和37年）に歌舞伎俳優に戻った父は伯父の八世坂東三津五郎・十四世守田勘彌に稽古をつけてもらっており、テープ係として同行していたという。
「どうしても歌舞伎役者になりたい」と望み、八世三津五郎一門に入門。1973年（昭和48年）5月、歌舞伎座『奴道成寺』の所化観念坊で坂東弥十郎を名乗って初舞台を踏んだ。しかし1975年（昭和50年）1月に八世三津五郎が急死し、十四世守田勘彌の門に移るが、2か月後にはその十四世勘彌も急死してしまう。
後ろ盾を失くし役がつかなくなったため、実家に戻って父のもとで一般演劇にも出演していた。父は死去する前に三代目市川猿之助に彌十郎を託し、門下に移ったという。
1978年（昭和53年）『五大力恋緘』（五大力）の男芸者、『人情噺文七元結』（文七元結）の鳶の頭で名題昇進。
以降は猿之助一座で立役、敵役、老役と幅広い役柄をこなし、1998年（平成10年）に真山青果賞奨励賞を受賞する。三代目猿之助演出のオペラ「コックドール」(1984年)等で演出助手を務め、坂東玉三郎の「夕鶴」(1997年)の演出も手がけた。しかし澤瀉屋の助手としてではなく、自らもっと海外でやってみたいとの思いが芽生えたことから一門を離れた。その後、同世代の十八世中村勘三郎による「平成中村座」に参加。2003年（平成15年）には中村座ニューヨーク公演『夏祭浪花鑑』「鳥居前」「三婦内」の三婦が好評を得ている。
2014年（平成26年）には長男と自主公演「やごの会」を立ち上げ、2016年（平成28年）にはフランス、スイス、スペインの3ヵ国をめぐるヨーロッパ公演も行っている。

## 受賞歴
- 1984年 - 歌舞伎座優秀賞
- 1998年 - 歌舞伎座賞、真山青果賞奨励賞
- 2001年 - 重要無形文化財（総合認定）に認定され、伝統歌舞伎保存会会員となる[6]。
- 2025年 - 第75回芸術選奨文部科学大臣賞[7]

## 人物
梨園一の長身（183cm）で、その偉丈夫な押し出しを使った力強い芸風を持つ。
趣味は海外旅行で、とりわけヨーロッパ方面の旅を好んでいる。語学も英語、仏語に堪能で、歌舞伎の海外紹介に積極的で国際性豊かな歌舞伎役者を目指している。
酔寿（すいす）という俳号を持つ俳人でもあり、折に触れて自作の俳句を専門誌などに発表することもある。
同世代の十八世中村勘三郎とは少年期より交友があり、生前の勘三郎の企画に名を連ねることも多かった。
猿翁(三代目猿之助)に自主公演「やごの会」ヨーロッパ公演の報告に行った際に「やっとだね」と声をかけられた。実は猿翁は彌十郎を気にかけ、一門を離れた後もテレビなどで出演している番組は必ず見ていたことを周囲から聞かされたという。

## 主な出演

### テレビドラマ
- 暴れん坊将軍（テレビ朝日 / 東映）
  - 暴れん坊将軍II 第176話「決戦前夜の仮祝言!」（1986年11月22日） - 津田将監 役
  - 暴れん坊将軍III 第17話「ちゃんにとどけ! 江戸ばやし」（1988年4月30日） - 萬屋仁兵衛 役
- 水戸黄門 （TBS / C.A.L）
  - 第27部 第4話「こけしの里の鬼退治 -仙台-」（1999年4月12日） - 大黒伴之丞 役
  - 第33部 第6話「忍びの里 宿命の対決 -伊賀-」（2004年5月24日） - 馬杉六角 役
- 髪結い伊三次 最終話「約束」（1999年6月23日、フジテレビ） - 助松 役
- DRAMA COMPLEX / 河井継之助 駆け抜けた蒼龍（2005年、日本テレビ / 松竹） - 牧野市左衛門 役
- MIU404 第5話（2020年7月24日、TBS） - 喜多 役
- 鎌倉殿の13人（2022年、NHK総合 大河ドラマ） - 北条時政 役
- シネコンへ行こう! 第2話（2022年7月11日 - 、BS松竹東急） - 城崎志郎 役[12]
- クロサギ 第1話 - 第5話（2022年10月21日 - 11月18日、TBS） - 御木本 役[13][14]
- VIVANT 第3話 - 第7話（2023年7月30日 - 8月27日、TBS） - 佐野雄太郎 役[15][16]
- グレイトギフト（2024年1月18日 - 、テレビ朝日） - 奥野信二 役[17]
- 日本テレビ開局70年スペシャルドラマ「テレビ報道記者〜ニュースをつないだ女たち〜」（2024年3月5日、日本テレビ） - 海老名雄一 役[18]
- VRおじさんの初恋（2024年4月1日 - 5月23日、NHK総合） - 芦原穂波 役
- 霊験お初〜震える岩〜（2024年5月4日、テレビ朝日） - 根岸肥前守鎮衛 役[19]
- バントマン（2024年10月12日 - 12月21日、東海テレビ・フジテレビ） - 櫻田誠一郎 役[20]

### 配信ドラマ
- 舞妓さんちのまかないさん 第6話（2023年1月12日、Netflix） - 坂東彌十郎 役（本人役）

### 映画
- 書かれた顔（1996年、坂東玉三郎を追ったドキュメンタリー）
- やじきた道中 てれすこ (2007年)
- 審判（2018年） - 殴る男 役(特別出演)[21]
- スオミの話をしよう（2024年） - 寒川しずお 役[22]

### 配信映画
- 新幹線大爆破（2025年4月23日、Netflix）[23] - 諏訪茂[24] 役

### シネマ歌舞伎
- シネマ歌舞伎
  - 「野田版 鼠小僧」 (2004年) - 番頭藤太郎
  - 「野田版 研辰の討たれ」 (2007年) - 八見伝内／宿屋番頭友七
  - 「連獅子」 (2008年、らくだとの二本立て) - 僧遍念
  - 「眠駱駝物語 らくだ」 (2008年、連獅子との二本立て） - 家主女房おいく
  - 「人情噺文七元結」 (2008年) - 和泉屋清兵衛
  - 「ふるあめりかに袖はぬらさじ」 - イルウス
  - 「法界坊」 (2009年) - 永楽屋権左衛門
  - 「大江戸りびんぐでっど」(2010年) - 根岸肥前守
  - 「女殺油地獄」（※2009年歌舞伎座、片岡仁左衛門主演） (2011年) - 山本森右衛門
  - 「籠釣瓶花街酔醒」 (2012年)   - 釣鐘権八
  - 「スーパー歌舞伎 ヤマトタケル」 (2013年)（※2012年6月新橋演舞場） 熊襲兄タケル／山神
  - 「歌舞伎NEXT 阿弖流為（アテルイ）」 (2016年) - 藤原稀継 役
  - 「棒しばり・喜撰」 (2016年) - 『棒しばり』曽根松兵衛
  - 「野田版 桜の森の満開の下 (2019年) - エンマ
  - 三谷かぶき「月光露針路日本 風雲児たち」（2019年） - 九右衛門
  - 「鰯賣戀曳網」 (2021年) - 遁世者海老名なあみだぶつ

### 歌舞伎名作撰
- 「スーパー歌舞伎 ヤマトタケル」 (2004年)（※1995年新橋演舞場上演） - 熊襲兄タケル／伊吹山の山神[25]
- 「野田版 研辰の討たれ」 (2007年) （※シネマ歌舞伎と同内容）
- 「棒しばり・年増・共奴」 (2007年) - 『棒しばり』曽根松兵衛 役（※収録しているのはシネマ歌舞伎と同内容の2004年4月歌舞伎座公演[26][27]）
- 「女殺油地獄」（※シネマ歌舞伎と同内容）

### テレビ番組
- NHK紅白歌合戦（NHK総合・ラジオ第1）
  - 第50回（1999年12月31日） - 「紅白50回ザッツエンターテインメント」担当
  - 第73回（2022年12月31日） - ゲスト審査員[28]
- 新・にっぽんの芸能 坂東彌十郎と見る「鎌倉殿」と歌舞伎（2022年5月27日、NHK Eテレ）[29]
- BS松竹東急 開局1周年記念特別企画　愛之助が走る!彌十郎が撮る!北条家ゆかりの伊豆めぐり〜バイクとカメラ 絶景＆グルメ旅〜（2023年3月26日、BS松竹東急）
- 超入門!落語 THE MOVIE「長屋の算術」（2023年3月26日、NHK総合） - 大家 役

### ラジオドラマ
- ぼんくら・日暮らし（2005年10月 - 2006年3月、ABCラジオ） - 仁平 役

### CM
- 大和ハウス工業 D-ROOM（2024年）[30]